# Alê Abreu
Alê Abreu (São Paulo, 6 de março de 1971) é um animador e diretor de cinema brasileiro. Dirigiu, entre outros, Garoto Cósmico e O Menino e o Mundo, tendo este sido indicado ao Oscar de melhor filme de animação.

## Biografia
Desenhista, cineasta e artista plástico, nasceu em São Paulo, estudou num curso do MIS (Museu da Imagem e do Som), realizando seu primeiro filme, Memória de Elefante, em 1984.
Na década de 1990, formou-se em comunicação e produziu os curtas metragens Sírius (1993) e Espantalho (1998). Trabalhou na área de publicidade e executou ilustrações para revistas, jornais e livros. Em 2008 lançou Garoto Cósmico (2007) e o curta Passo (2007).
Em 2007 foi o artista homenageado pelo Anima Mundi e em 2009 criou e dirigiu o piloto da série Vivi Viravento para o AnimaTV, da TV Cultura. lançou seu segundo livro como autor, o infantil Mas Será que Nasceria a Macieira?, em parceria com Priscilla Kellen. Ainda em 2010 foi o artista convidado a criar a imagem dos 18 anos de Anima Mundi. Em 2014 lançou O Menino e o Mundo, filme vencedor de 46 prêmios e indicado ao Oscar de Melhor Animação (Longa Metragem) na edição de 2016 do prêmio.
Após O Menino e o Mundo, começou a trabalhar na pré-produção de seu novo filme Viajantes do Bosque Encantado (mais tarde renomeado para Perlimps) e na supervisão artística da série Vivi Viravento, com direção de Priscilla Kellen.
Seu próximo filme, Perlimps, foi exibido exclusivamente em duas sessões no Festival de Annecy, na França, nos dias 16 e 17 de junho de 2022. O filme estreou nos cinemas da França em 18 de Janeiro de 2023, enquanto a estreia nos cinemas brasileiros foi em 9 de fevereiro do mesmo ano.

## Filmografia
| Filme              | Ano  |
| ------------------ | ---- |
| Sírius             | 1993 |
| Espantalho         | 1998 |
| Garoto Cósmico     | 2007 |
| Passo              | 2007 |
| Vivi Viravento     | 2009 |
| O Menino e o Mundo | 2014 |
| Perlimps           | 2023 |